# ミッドウェイ (空母)
| USS Midway (CVA-41) | |
| 艦歴                | |
| 発注                | 1942年8月1日 |
| 起工                | 1943年10月27日 |
| 進水                | 1945年3月20日 |
| 就役                | 1945年9月10日 |
| 退役                | 1992年4月11日 |
| 除籍                | 1997年3月17日 |
| その後              | 博物館として公開 |
| 性能諸元            | |
| 基準排水量          | 建造時：45,000t |
| 満載排水量          | 建造時：60,100t 改装後：70,000t                                                                                           |
| 全長                | 建造時：968ft (295.05m) 改装後：1,001ft 6in (305.26m)                                                                     |
| 垂線間長            | 改装後：900ft (274.32m)                                                                                                   |
| 全幅                | 建造時：163ft (49.68m) 改装後：258ft 6in (78.79m)                                                                         |
| 水線幅              | 建造時：113ft (34.44m) |
| 喫水                | 改装後：35ft (10.67m) |
| 乾舷                | 改装後：49ft (14.94m) |
| 深さ                | 改装後：84ft (25.6m) |
| 飛行甲板            | 建造時： 全長：929ft 4in (283.26m) 全幅：130ft 10in (39.88m) 改装後： 全長：977ft (297.79m) 全幅：258ft 6in (78.79m)      |
| 甲板面積            | 改装後：4.02acre (16,268m²)                                                                                               |
| 燃料                | 350万gal (1,324万8,941ℓ)                                                                                                  |
| 航空燃料            | 120万gal (454万2,494ℓ) |
| 機関                | Westinghouse式蒸気タービン 4軸 計212,000shp                                                                               |
| 速力                | 33kn (61km/h) |
| 航続距離            | 建造時：15,000海里 (15kn) 改装後：11,520海里 (15kn)                                                                       |
| 乗員                | 士官、兵員 4,712名 |
| 装甲                | Belt：7.6in (193mm) Flight deck：3.5in (89mm) Hanger deck：2in (51mm) Third deck：2in (51mm)                              |
| 兵装                | 建造時： ・5インチ砲 単装18基 ・40mm機銃 4連装21基 ・20mm機銃 単装68基 改装後： ・Sea Sparrow 8連装2基 ・Phalanx CIWS 2基 |
| 搭載機              | 規定：136-145機 (建造時) 約100機 (朝鮮戦争) 68-80機 (ベトナム戦争-退役時)                                                 |

ミッドウェイ (USS Midway, CVB/CVA/CV-41) は、アメリカ海軍の航空母艦。ミッドウェイ級航空母艦のネームシップ。第二次世界大戦後に就役し、ベトナム戦争や湾岸戦争に参加した。2023年現在同艦はカリフォルニア州サンディエゴで博物館船として公開されている。

## 初期の運用
ミッドウェイは1943年10月27日、バージニア州ニューポート・ニューズのニューポート・ニューズ造船所で起工した。本級の革新的な船体設計は、未着工に終わったモンタナ級戦艦を基にした物であった。ブラッドフォード・ウィリアム・リプリー・ジュニア夫人によって1945年3月20日に進水し、ジョーゼフ・F・ボルジャー艦長の指揮下で1945年9月10日に就役した。
ミッドウェイは就役時にはCVBG-74が配備され、CVBG-74はF4U-4/F4U-1D (FG-1D) Corsairを96機、SBW-4E (SB2C-4E) Helldiverを46機の計142機で編成されていた。
| CVBG-74  | CVBG-74                                                         | CVBG-74 |
|          | 編成                                                            | 配備数  |
| -------- | --------------------------------------------------------------- | ------- |
| 指揮官機 | F4U-4×1機                                                       | 1機     |
| VF-74A   | FG-1D×1機 + F4U-1×4機 + F4U-4×18機                              | 23機    |
| VF-74B   | FG-1D×4機 + F4U-1D×10機 + F4U-4×10機                            | 24機    |
| VBF-74A  | FG-1D×2機 + F4U-1D×12機 + F4U-4×10機                            | 24機    |
| VBF-74B  | FG-1D×3機 + F4U-1D×10機 + F4U-4×11機                            | 24機    |
| VB-74    | SBW-4E×24機                                                     | 24機    |
| VT-74    | SBW-4E×22機                                                     | 22機    |
| 合計     | FG-1D×10機 + F4U-1×4機 + F4U-1D×32機 + F4U-4×50機 + SBW-4E×46機 | 142機   |

慣熟訓練をカリブ海で行った後、ミッドウェイは大西洋艦隊に加わり、ノーフォークを母港とする。1946年2月20日から第1空母部隊の旗艦を務め、3月に寒冷天候下での試験「オペレーション・フロスト・バイト」を北大西洋・グリーンランド沖で行う。東海岸およびカリブ海での訓練は1947年9月のオペレーション・サンディーがハイライトとなった。ミッドウェイは同オペレーションにおいて、捕獲したドイツのV2ロケットを飛行甲板から発射し、最初の移動発射台となった。
1947年10月29日、ミッドウェイは第6艦隊に配属され、地中海への最初の航海を行う。海/空軍力の強力な拡張が行われ、ミッドウェイもより大型な航空機を運用するための補強と、通信設備の増強が行われた。1952年にミッドウェイはNATO軍との北海演習に参加し、10月1日に艦種番号が CVA-41へ変更された。

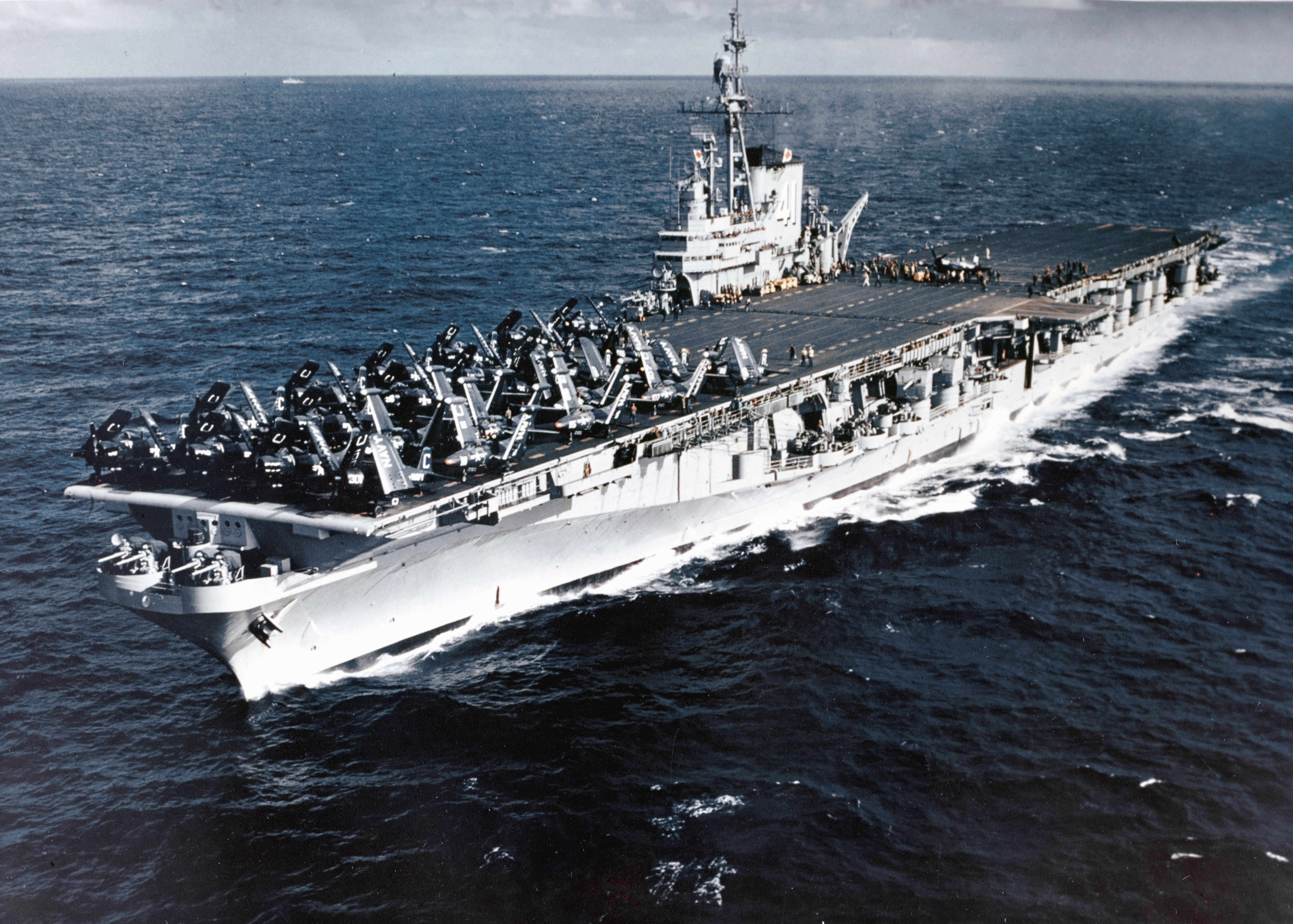
CV-41 ミッドウェイ(1952年9月撮影)

ミッドウェイは1954年12月27日にノーフォークを出港し、喜望峰を経由して台湾に向かう。台湾では西太平洋での作戦参加のため第7艦隊に加わり、1955年6月28日まで活動した後ピュージェット・サウンド海軍工廠でオーバーホールに入る。オーバーホールは1957年9月30日まで行われた。その間に広範囲な近代化計画 (SCB-110) に基づき、ミッドウェイの艦首はエンクローズ化された「ハリケーン・バウ」となったほか、ジェット艦載機搭載のためにエレベーターの大型化および設置位置変更、アングルド・デッキや蒸気カタパルトの設置（艦首に2基、アングルド・デッキに1基の計3基）などの改装が施された。
ミッドウェイは1958年に第7艦隊に配属され、カリフォルニア州アラメダが母港となる。1961年春のラオス危機では南シナ海に展開する。1962年にはその艦載機が日本本土、朝鮮半島、沖縄、フィリピン、台湾の防空システムをテストした。

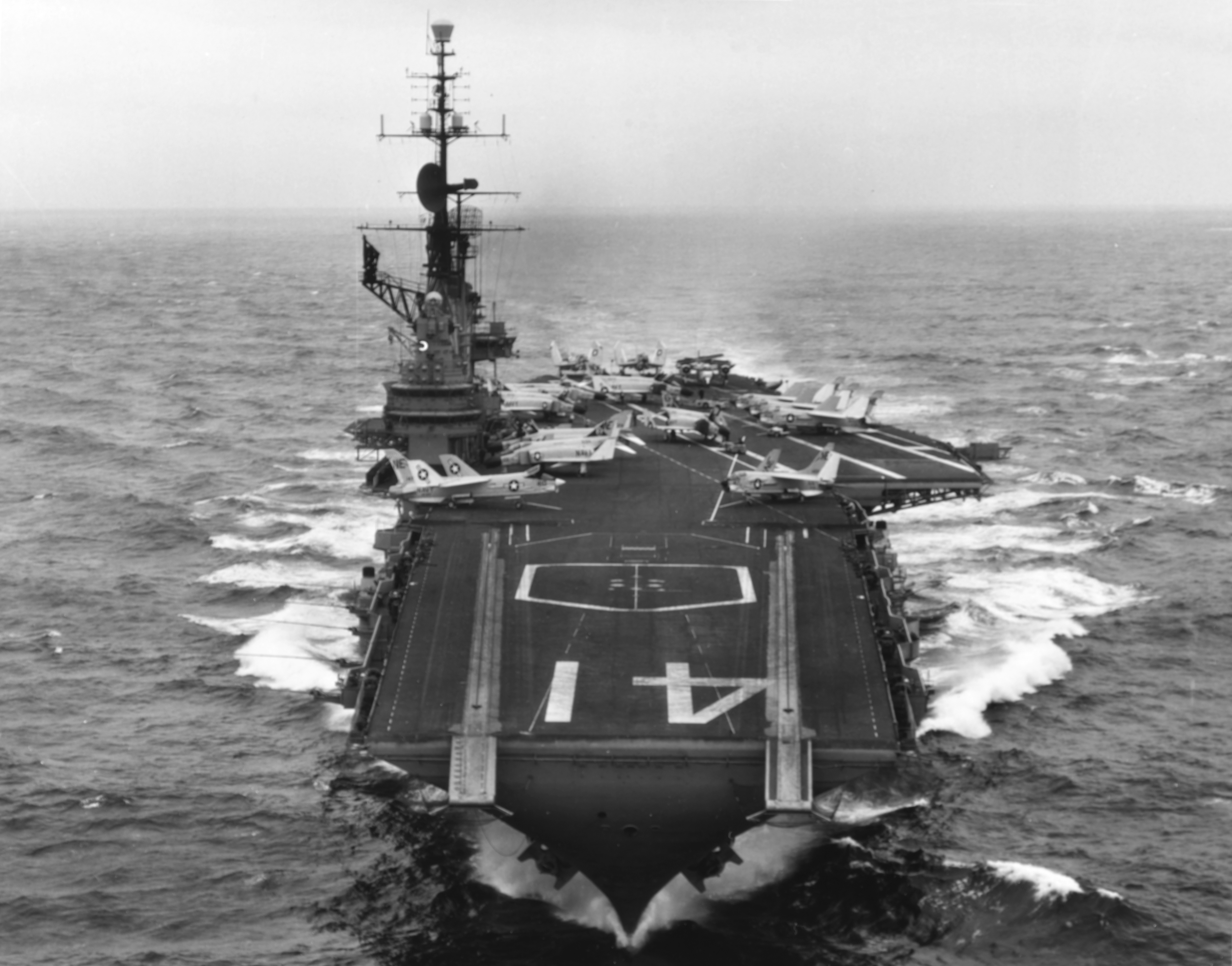
ミッドウェイ（1963年）

ミッドウェイは1965年3月6日に再び極東へ展開し、4月中旬から南北ベトナムに対する艦載機による攻撃を行う。ベトナム戦争において当時ミッドウェイに展開していた第2空母航空隊 (CVW-2) は、6月17日に2機のMiG-17戦闘機を撃墜した。これは東南アジアにおいて確認された、最初の戦果であった。
1965年11月23日にアラメダに帰港し、ミッドウェイは1966年2月11日にサンフランシスコ湾海軍造船所のドックに入る。ここで大規模な近代化 (SCB-101.66) が行われるが、非常に高価な物となり論争の的となった。この近代化によりフライトデッキは11,412m2から16,268m2まで拡張され、エレベータは可搬重量が約34tから約59t(130,000lbs)に増強、再配置された。また、カタパルトや着艦制動装置は新型に更新され（アングルドデッキに設置されていたカタパルトは長さ不足のため撤去され、以後ミッドウェイのカタパルトは2基となる）、エアコンの集中化が行われている。改造費用は当初の予定であった8,800万ドルから最終的には2億200万ドルまで超過し、このためフランクリン・D・ルーズベルト(CV-42)のために計画された同様の近代化はキャンセルされた。ミッドウェイは1970年1月31日に再び作戦行動に入る。

## ベトナムへ

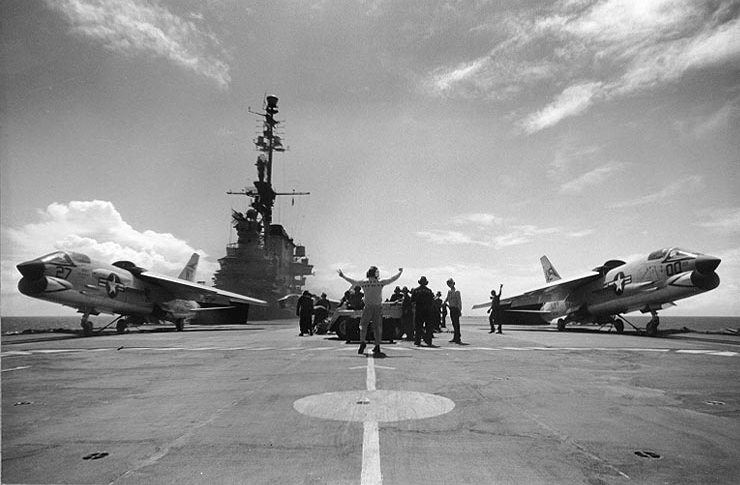
ミッドウェイ上で発艦準備をする2機のF-8（1963年）

ミッドウェイは1971年5月18日に再びベトナムへ戻り、ヤンキー・ステーション（Yankee Station）でハンコック (CV-19) に代わって同月末まで活動を行う。その後ヤンキー・ステーションを6月5日に出港し、10月31日に任務を完了、11月6日に母港へ戻った。
ミッドウェイは、第5空母航空団 (Carrier Air Wing 5, CVW 5) を乗艦させると、1972年4月10日に再びベトナムに向けてアラメダを出港する。5月11日にミッドウェイの艦載機はコーラル・シー (CV-43)、キティホーク (CV-63)、コンステレーション (CV-64) の艦載機と共に北ベトナムの港に機雷敷設を行う。1972年の夏を通じてミッドウェイはベトナムで作戦行動を行った。
1972年8月7日、ミッドウェイから発艦したHC-7 Det 110ヘリコプターはサラトガ (CV-60) からの探索機を支援し、北ベトナムへ不時着したパイロットの捜索作業を行った。サラトガからのA-7 コルセアIIは8月6日、ビン北西部、30km内陸地点で地対空ミサイルによって撃墜されていた。HC-7はパイロットを救助するため山地を飛行し、降下地点特定のためサーチライトを使用したことから激しい対空放火を受けたが、無事パイロットを救助、沖合の揚陸艦へ帰還するのに成功した。これは1968年以来北ベトナムへ最も深く入り込んだ救難ヘリコプターの飛行であった。HC-7 Det 110はその救助任務を継続し、1972年の終わりまでに48回の救助作業に成功した。これらのうち35回は戦闘状態の下に行われた。
一方、1974年に横須賀に寄港した際には、待遇の悪さから数十人規模の無許可欠勤、外泊が相次ぎ、一部は横須賀市内にあった「反戦ベトナム帰還兵の会」事務局へ駆け込み、堂々と乗艦拒否を宣言する者も現れた。乗艦拒否の理由として人種差別問題（ただし乗艦拒否者には白人も多数存在した）、横須賀の母港化で本国へ帰れない、艦内が老朽化して汚く就寝スペースなどが狭い、労働時間が他の艦船より長い、艦長が独裁的などといった理由が挙げられた。
1973年10月5日、ミッドウェイと第5空母航空団は横須賀に配属が決定し、日本における初の空母戦闘部隊として1972年8月31日に配備された。外国の港での乗員とその家族の士気要因に加えて、経済状況が空母運用の縮小を要求したため、極東における空母3隻態勢と相まってその動きは戦略的な重要性を持つことになった。

### フリークエント・ウィンド作戦
北ベトナム軍が南ベトナム国土の3分の2に侵攻するに及んで、ミッドウェイおよびコーラル・シー (CV-43)、ハンコック (CV-19)、エンタープライズ (CVN-65)、強襲揚陸艦オキナワ (LPH-3) は1975年4月19日に南ベトナムの沖合に展開した。10日後、第七艦隊によってフリークエント・ウィンド作戦が実行された。
サイゴン陥落後、何百名ものアメリカ人及びベトナム人が沖合に待つ艦艇に収容された。ある南ベトナム軍のパイロットは、自らの家族とともに小型機でミッドウェイに着艦した。このオペレーション中に、ミッドウェイは搭載していた航空団の戦闘機を母港の横須賀に待機させ、サイゴンからの避難民を南シナ海で巡航する艦隊に送り届けるための空軍のCH-53 シースタリオンヘリコプター10機を運搬した。
ミッドウェイは作戦終了の 1ヶ月後に本来の航空団を再び乗艦させた。

## 1980年代

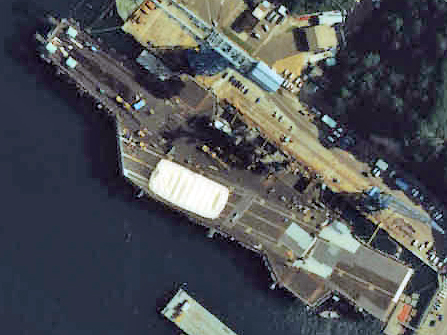
横須賀港に停泊中のミッドウェイ（1983年）

1980年代は、横須賀を母港として他の空母の支援に当たった。
1986年に、アメリカ海軍空母として最後のF-4Sの発艦ミッションが行われた。その後横須賀のドライ・ドックで半年間をかけた大規模な近代化改装が施された。ミッドウェイはこのとき就役から41年が経過し老朽化が進んでいたが、当時アメリカ海軍が掲げていた600隻艦隊構想に伴う空母15隻体制実現のため延命が図られることとなったのである。
当時のミッドウェイは度重なる改造によって重量が増え、船体のバランスも悪化しており、より重い新型航空機の運用に備えて船体の浮力を増す必要があった。そこで、改装では軽量化を行うとともに船体側面に浮力を増すためのバルジ（ブリスター）が追加され、F/A-18の運用に備えてカタパルトの強化も行われている。しかし、バルジの設計が不適切だったようで、改装直後のミッドウェイは航行時、舷側から不自然な白波を発生させている姿を目撃されている。船体の動揺も大きくなり、艦齢が進んでいたこともあって、この後しばしば、早期退役説が流れることとなった。しかし、実際の退役は湾岸戦争後のこととなる。また、整備や改装工事の際に大量のアスベストを用いた事により、横須賀基地の日本人工員がアスベスト被害を受けて問題ともなった。
改装に合わせてF-4SとA-7E、両者の任務を兼ねるF/A-18が搭載され、戦力の向上が図られた。
1988年のソウルオリンピック開催時には韓国近海で原子力空母ニミッツと共に警戒の任にあたっている。

## 湾岸戦争
1990年8月にイラクがクウェートに侵攻し、湾岸危機が発生すると、アメリカ軍はデザート・シールド作戦の名称で、サウジアラビアおよびその周辺に兵力を展開した。ミッドウェイもその一環として、11月1日より北アラビア海に展開した。そこで、海兵隊の上陸演習支援などを行った。12月20日にはアメリカ海軍空母として始めてペルシャ湾に入った。
湾岸戦争が開戦すると空母レンジャーとともに24時間体制で艦載機による航空攻撃を行った。戦争中は同地に留まり、母港の横須賀に帰港したのは戦争終了後の3月11日のことである。

## 退役

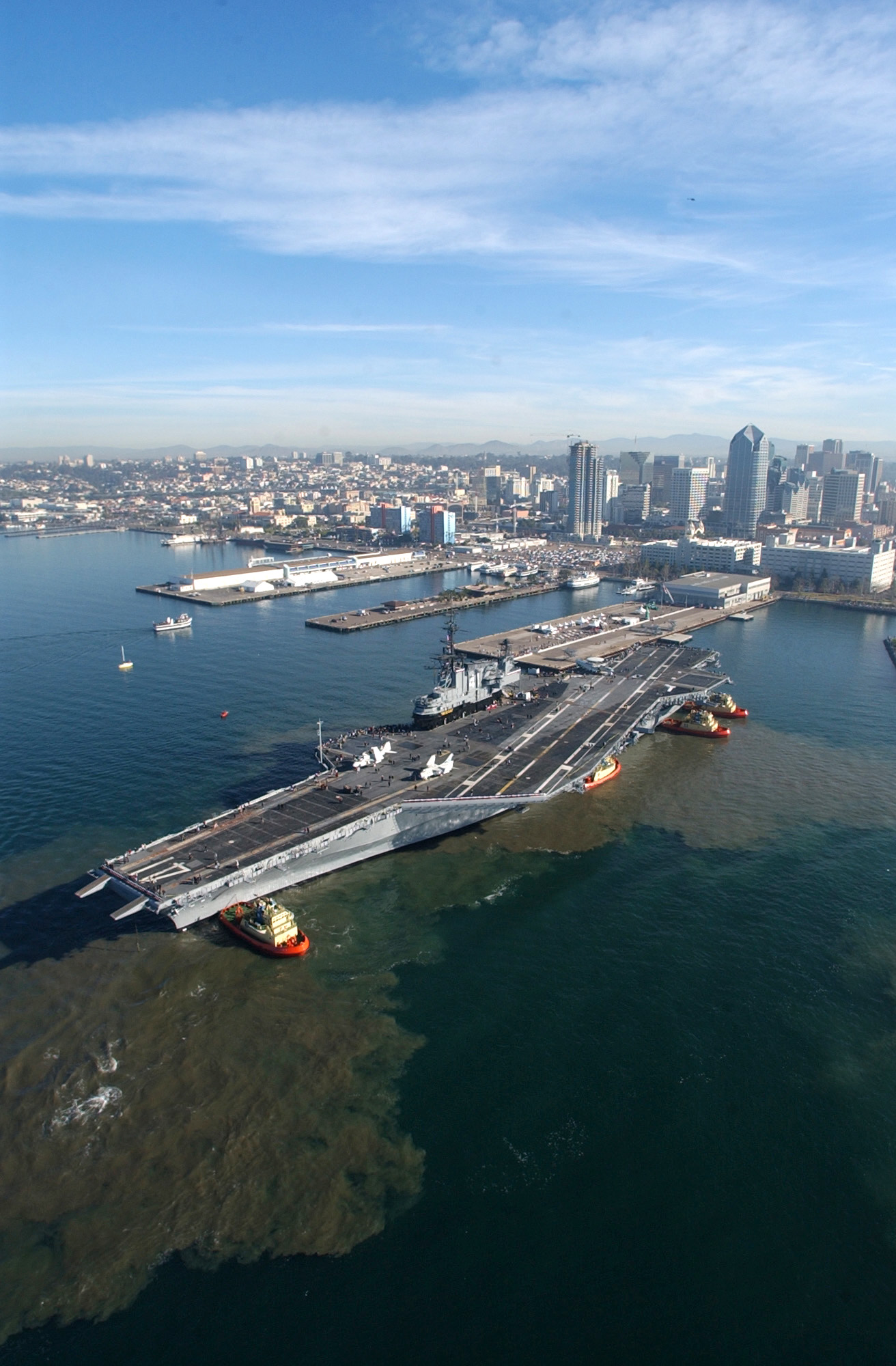
サンディエゴにある海軍の桟橋で博物館として停泊の準備をするミッドウェイ（2004年1月10日）

湾岸戦争から帰投後の1991年6月にフィリピン・ピナツボ火山が噴火し、同国クラーク空軍基地に在留する米国人救出のための作戦「オペレーション・ファイアリー・ヴィジル」が行われた。当時横須賀に停泊中だったミッドウェイはインド洋でオペレーションを行っていた空母エイブラハム・リンカーンと共に参加した。
同年8月10日、ミッドウェイは横須賀を離れ、真珠湾で後任のインディペンデンスとの引き継ぎを行った。9月4日にシアトルに到着した後、3日間の艦内一般公開を実施している。翌1992年4月11日、カリフォルニア州ノースアイランド海軍航空基地においてディック・チェイニー国防長官（当時）臨席のもと退役式典が行われた。
1997年3月17日除籍。2003年9月30日にワシントン州ブレマートンの海軍不活性艦艇保管施設(Naval Inactive Ship Maintenance Facility)からオークランドでのドック入りを経てサンディエゴに回航、2004年1月10日サンディエゴ港の海軍埠頭に係留、同年6月7日にミッドウェイ博物館として開館した。

## 登場作品

### 小説
「征途」佐藤大輔
湾岸戦争に派遣された3隻の空母の内の1隻として登場。ホーネット等を搭載している。他の2隻の空母が補給のため後退したタイミングで、赤い日本の航空機による飽和攻撃を受ける。護衛にタイコンデロガ級ミサイル巡洋艦や　ペリー級フリゲート、スプルーアンス級駆逐艦があったが、対艦ミサイルの迎撃に失敗し、10発以上の命中弾を受け、沈没した。
「ニセコ要塞1986」荒巻義雄
南太平洋に遊弋するIBM艦隊の一艦として登場。IBM軍総本部も乗艦しており、世界各地に展開するIBM軍の指揮統制が行われている。